# خاتینگ-یوریاخ
خاتینگ-یوریاخ (روسی: Хатынг-Юрях) یک رودخانه در استان یاقوتستان کشور روسیه است.